# イリ条約
イリ条約（イリじょうやく、中国語: 伊犁條約, ロシア語: Договор об Илийском крае）は、1881年2月24日にロシア帝国と清朝の間で結ばれた条約。
サンクトペテルブルク条約（Treaty of Saint Petersburg）とも呼ばれる。

## 経緯

### 列強のトルキスタン干渉
1690年から東トルキスタンの覇権を巡り不安定な状況が継続していたが、清国が1759年にジュンガル旧領の天山山脈北部を接収して以降は、天山山脈北部のイリ川北岸にイリ将軍府を設置、軍政を敷いて、強制移住（入植）などの政策を行った。
この清朝の支配に対して数度の反乱が発生するが、回族の虐殺を契機として対立がさらに深まり、1862年に西北ムスリム大反乱(回民蜂起) が発生。同年以降、東トルキスタンのイスラーム教徒の反乱が続発した。この動乱の中、兵を率いてタリム盆地に入ったコーカンド・ハン国の軍人ヤクブ・ベクは、1865年からカシュガル・エンギシェール・タリム盆地西部などで清朝の勢力を撃退させ、1867年に天山南路を統治するに至る。
同時代には、中央アジアの覇権を巡る大英帝国とロシア帝国の抗争、いわゆる「グレート・ゲーム」が展開されていた。
中央アジアに先鞭をつけるべく、大英帝国は1868年にヤクブ・ベク政権を承認、次いで1870年にロシア帝国がヤクブ・ベク政権を承認するなど、ヤクブ・ベクの乱による新政権樹立は英露双方の関心事ともなった。
露清間で締結された1851年の伊犁通商条約において、ロシア帝国はイリ並びにタルパガタイにおける自由貿易や居住権、領事権などの特権が認められていた。しかし、ヤクブ・ベクの新疆侵入によって通商条約が不履行とみたロシア帝国は、居住民保護を名目として1871年にイリ地方を占領した。
清国は、ロシア側に説明とイリ地方の返却を求めると、ロシア側は同地方での復権と国境の安全回復を条件に返還に応じるとの返答であった。
1876年5月、清の左宗棠が先鋒部隊を派遣、金順・劉錦棠などがウルムチ並びにその他の拠点も奪回し、新疆北部を手に入れた。翌1877年3月に劉錦棠がウルムチと新疆南部を繋ぐ達坂城を落城、11月にカシュガルを制圧した。当時ロシアは露土戦争を始めており、清軍の動向に対応できなかった。翌1878年、東トルキスタンは清朝によって再征服された。

### リヴァディア条約
劉錦棠がヤクブ・ベクを平定した1878年に、清国は全権大使の崇厚をロシア帝国サンクトペテルブルクに派遣、イリ地方の返却等の交渉が進められた。
9ヶ月に渡る清露の交渉を経て、翌1879年10月2日、クリミア半島の黒海北岸に位置するリヴァディア宮殿で十八カ条条約（リヴァディア条約）を調印した。しかし、この条約はロシア側の意向に沿ったもので、イリ西部とイリ南部をロシアに割譲し、ハミ、トルファン、ウルムチなど7カ所にロシア領事館を設置し、さらにロシアとの免税貿易を許可するという内容だった。
清側では條約破棄を求めて朝野の議論は沸騰し、左宗棠はロシアとの開戦を主張した。外交を担当した崇厚は、同年12月の帰国後に西太后によって死刑を宣告されたが、イギリスが清側にロシアを怒らせないようと崇厚の死刑恩赦を進言し、清はそれを受けて恩赦を決定した。

### イリ条約の締結
ロシア側は清との戦争を準備し、軍艦を黄海へ派遣し、他方、左宗棠はイリ攻撃作戦を練った上で1880年4月に粛州を出発、ハミにいたる。しかし、左宗棠は「京備顧問」として朝廷に戻された。再交渉を求めて同年秋にサンクトペテルブルクへ派遣された曽紀沢が、外相のゴルチャゴフと数ヶ月に及ぶ再協議を行い、賠償金増額とともにイリ東側が清に返還することが合議された。1881年2月、イリ条約が締結された。

## 内容
中国語文、ロシア語文、フランス語文を正文とし、解釈に相違がある場合にはフランス語文に拠る（第20条）とされた。
清朝がザイサン湖周辺地方をロシアに割譲し、賠償金900万ルーブルを支払うことで妥協が成立した。
- イリの東側は清に返還。ただし、ホルゴス河以西のイリ西部はロシアに割譲。
- 賠償金900万ルーブルをロシアに支払う。
- 粛州とトルファンにロシア領事館を設置。

## 評価
佐口透はこの条約は不平等条約ではあったものの、従来、国際的に曖昧な地域であった中央アジア地域の国境を画定し、この時の国境線は現在に至るとしている。

## その後
イリ返還をうけて清朝は新疆省設置に乗り出し、1884年に同省は正式に成立、中国本土並みの行政が敷かれた。これは中国史上初の事態であり、自治を取り上げられた東トルキスタンは、漢民族の植民地になった。